# Coffa (vela)

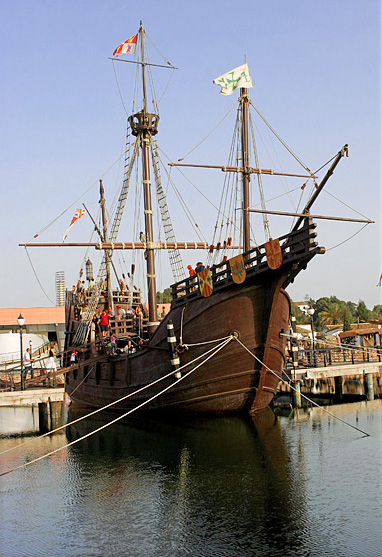
Replica della Santa María, con la coffa ben visibile sull'albero.

La coffa è una piattaforma semicircolare che si trova quasi sulla sommità di ogni albero dei velieri a vele quadre, con la parte rotonda rivolta verso prua.

## Descrizione
Usata dai marinai che lavorano alle vele, è anche un ottimo posto di osservazione per le vedette. È circondata da una ringhiera, tranne che nella parte di prora. Trae il suo nome dall'analoga struttura presente nei galeoni, che aveva la forma della cesta tonda chiamata coffa.  
Era uso nella marineria del XVII e XVIII secolo chiamare il foro di accesso dalle sartie "buco del gatto"; questo era utilizzato prevalentemente dai marinai definiti "terrazzani", che, arruolati a forza nei porti, non si fidavano a passare arrampicandosi esternamente; un marinaio provetto o un ufficiale mai sarebbe passato dal "buco del gatto".